# Melodi Grand Prix Junior 2007
Il Melodi Grand Prix Junior 2007 è stata la sesta edizione del concorso canoro riservato ai bambini e ragazzi dai 9 ai 15 anni. In questa edizione vedono solo 9 concorrenti partecipanti anziché 10 come le scorse edizioni.

## Risultati
| N° | Artista            | Brano                   | Risultato |
| -- | ------------------ | ----------------------- | --------- |
| 1  | Celine             | «Bæstevænna»            | Finalista |
| 2  | Angels             | «Vi hopper og spretter» | Eliminato |
| 3  | Føniks             | «Den fineste»           | Finalista |
| 4  | Susanne            | «Ingen vei»             | Eliminato |
| 5  | Tre små pønkere    | «Vibira»                | Finalista |
| 6  | Ivan               | «Drømmedama»            | Eliminato |
| 7  | Kristin            | «Katt og mus»           | Eliminato |
| 8  | The Real Five      | «Kolbotn»               | Eliminato |
| 9  | Martin og Johannes | «Når vi blir berømt»    | Finalista |

### Finale
| N° | Artista            | Brano                | Posizione | Punti  |
| -- | ------------------ | -------------------- | --------- | ------ |
| 1  | Celine             | «Bæstevænna»         | 1         | 16.877 |
| 3  | Føniks             | «Den fineste»        | 4         | 11.572 |
| 5  | Tre små pønkere    | «Vibira»             | 3         | 13.510 |
| 9  | Martin og Johannes | «Når vi blir berømt» | 2         | 14.267 |